# درون‌رحمی
درون‌رحمی معادل واژهٔ In utero لاتین است که به معنی در رحم مادر است.

## زیست‌شناسی
در زیست شناسی این کلمه به معنی جنین استفاده می‌شود.

## حقوق
در زمینهٔ حقوق این کلمه برای فرزندان هنوز متولد نشده کاربرد دارد.